# Tim Deasy
Timothy "Tim" Deasy (Salford, Gran Mánchester, Inglaterra; 1 de octubre de 1985) es un futbolista inglés. Juega de portero y su equipo actual es el Altrincham, de la Conference North, sexta división de Inglaterra.

## Biografía

### Inicios
Luego de hacer las categorías inferiores en el Macclesfield Town, en 2003 asciende al primer equipo. Tuvo que esperar hasta 2005 para su debut, en la fecha 25 de la Football League Two, reemplazando al lesionado Alan Fettis a los 36 minutos de la primera parte.
Su debut como titular tuvo lugar el 2 de enero de 2006 frente al primero de la liga, el Wycombe Wanderers donde ganaría el equipo del joven portero de 20 años por 4:5.

### Barrow
Como no tenía lugar en el conjunto de Macclesfield, llega libre al Barrow. Su debut fue el 18 de noviembre de 2008, frente al Eastbourne Borough en la victoria por 4:0 del equipo de Barrow-in-Furness. Deasy disputó 27 partidos, consiguiendo 26 puntos, producto de 7 victorias, 5 empates y 15 derrotas. Le convirtieron 42 goles y mantuvo la portería invicta en 7 oportunidades.

### Gateshead
En julio de 2010, llegaría libre al Gateshead. Su debut fue frente al Notts County por la primera ronda de la FA Cup de la temporada 2010-11, que sería su primer y único partido en dicha temporada. En la temporada siguiente tendría un poco más de titularidad, jugando 15 partidos, todos por liga.
Con Deasy en la portería, el Gateshead sumaría 24 puntos de 45 posibles, producto de 7 victorias, 3 empates y 5 derrotas, convirtiéndole al portero de 23 años, 19 goles, y manteniendo 6 vallas invictas.

### Breves pasos
Entre 2012 y 2014, Deasy jugaría en el Bradford Park Avenue y en el Northwich Victoria, equipos de sexta y octava división respectivamente.

### Altrincham
En febrero de 2014 llegaría al Altrincham equipo que recién ascendía a la quinta división, pero luego de 5 meses, regresaría al Northwich Victoria. Un año más tarde, en julio de 2015, volvería al Alty.
En la temporada 2015-16 jugaría 43 partidos en el equipo, jugando casi la totalidad de los partidos de liga como titular, y los restantes por la FA Cup de esa misma temporada.
Con Deasy como titular, el club logró sacar 41 puntos de 41 partidos en liga, producto de 9 victorias, 14 empates y 18 derrotas, convirtiéndole 66 goles al portero de 30 años en ese momento. El Altrincham terminó en la posición 22 de 24, descendiendo a la sexta división.
Por FA Cup, lograría avanzar hasta la segunda ronda, ganándole al Barnsley de la tercera división por 1:0. Pero luego quedaría eliminado perdiendo 3:2 frente al Colchester United, también de la tercera división.

### Guiseley y vuelta al Altrincham
Para la temporada 2016-17, Deasy llega libre al Guiseley de la quinta división, pero luego de jugar un solo partido, el 30 de agosto de 2016 (dos semanas después de haber fichado por el conjunto de quinta categoría), vuelve al equipo donde más partidos jugó, el Altrincham.
En la actual temporada, lleva un total de 22 partidos jugados: 20 por liga, 1 por FA Cup y 1 por FA Trophy.
Con Deasy como titular, el equipo tuvo 2 victorias, 5 empates y 15 derrotas.
El equipo quedó eliminado de las 2 competiciones donde participaba, y va último con 17 puntos.

## Partidos jugados

### Macclesfield Town

#### Como titular
| Fecha 26; 2 de enero de 2006, 16:00 | Wycombe Wanderers                                         | 4:5 | Macclesfield Town                                                                            | Adams Park, Buckinghamshire                            |                                                        |
|                                     | - T. Mooney 31' 61' - R. Martin 71' - D. Morley 76' (e/c) |     | - C. Wijnhard 3' 13' - D. Whitaker 10' - P. Harsley 64' - J. Parkin 77' 81' - T. Deasy 90+4' | Asistencia: 5.364 espectadores Árbitro(s): Andrew Penn | Asistencia: 5.364 espectadores Árbitro(s): Andrew Penn |

| Fecha 44; 22 de abril de 2006, 16:00 | Peterborough United                                | 3:2 | Macclesfield Town                      | London Road Stadium, Peterborough                        |                                                          |
|                                      | - D. Crow 71' 90+4' - T. Ryan 79' - D. Farrell 83' |     | - J. Miles 62' 90+2' - K. McIntyre 79' | Asistencia: 3.002 espectadores Árbitro(s): Phil Crossley | Asistencia: 3.002 espectadores Árbitro(s): Phil Crossley |

#### Como suplente
| Fecha 25; 31 de diciembre de 2005, 16:00 | Macclesfield Town | 1:0 | Chester City                                 | Moss Rose, Cheshire                                       |                                                           |
|                                          | - K. McIntyre 60' |     | - T. Curtis 50' - C. Regan 67' - R. Lowe 81' | Asistencia: 2.910 espectadores Árbitro(s): Andre Marriner | Asistencia: 2.910 espectadores Árbitro(s): Andre Marriner |

### Barrow
| FA Cup; 18 de noviembre de 2008, 16:45 | Barrow                                                        | 4:0 | Eastbourne Borough             | Holker Street, Cumbria |  |
|                                        | - R. Brodie 44' - P. Brown 46' - M. Henney 56' - C. Logan 75' |     | - D. Brown 74' - B. Austin 76' |                        |  |

| Fecha 6; 29 de agosto de 2009, 11:00 | Barrow                                              | 1:0 | Tamworth                         | Holker Street, Cumbria                                    |                                                           |
|                                      | - R. Hulbert 28' - P. Jones 30' - J. Walker 76' 89' |     | - T. Shaw 44' - B. Pritchard 89' | Asistencia: 1.054 espectadores Árbitro(s): Darren Handley | Asistencia: 1.054 espectadores Árbitro(s): Darren Handley |

| Fecha 7; 31 de agosto de 2009, 11:00 | Wrexham                                                           | 0:0 | Barrow                         | Racecourse Ground, Wrexham                               |                                                          |
|                                      | - H. Taboubi 35' - C. Obeng 61' - W. Baynes 83' - A. Westwood 89' |     | - J. Shaw 87' - R. Hulbert 89' | Asistencia: 3.760 espectadores Árbitro(s): Robert Madley | Asistencia: 3.760 espectadores Árbitro(s): Robert Madley |

| Fecha 8; 2 de enero de 2006, 16:00 | Barrow                                            | 1:6 | Rushden & Diamonds                                                                                                   | Holker Street, Cumbria                                  |                                                         |
|                                    | - S. Spender 24' 64' - T. Deasy 32' - A. Bond 52' |     | - C. Farrell 3' 57' - C. Akurang 13' - M. Byrne 22' - L. Tomlin 33' - M. Pattison 37' - J. Reid 89' - N. Cousins 89' | Asistencia: 1.089 espectadores Árbitro(s): Dean Mohareb | Asistencia: 1.089 espectadores Árbitro(s): Dean Mohareb |

| Fecha 9; 8 de septiembre de 2009, 15:45 | Barrow | 0:0 | York City | Holker Street, Cumbria                                   |  |
|                                         |        |     |           | Asistencia: 1.120 espectadores Árbitro(s): Colin Harwood |  |

| Fecha 10; 12 de septiembre de 2009, 11:00 | Luton Town                                                     | 1:0 | Barrow           | Kenilworth Road, Bedfordshire                            |                                                          |
|                                           | - A. Newton 20' - T. Craddock 21' - A. Hall 44' - L. Hatch 87' |     | - P. Bolland 89' | Asistencia: 6.264 espectadores Árbitro(s): Wayne Barratt | Asistencia: 6.264 espectadores Árbitro(s): Wayne Barratt |

| Fecha 11; 19 de septiembre de 2009, 11:00 | Barrow            | 1:1 | Forest Green Rovers                          | Holker Street, Cumbria                                   |                                                          |
|                                           | - J. Shaw 13' 66' |     | - J. Imudia 7' - S. Rigg 61' - O. Thorne 81' | Asistencia: 1.065 espectadores Árbitro(s): Richard Clark | Asistencia: 1.065 espectadores Árbitro(s): Richard Clark |

| Fecha 12; 22 de septiembre de 2009, 15:45 | Kettering Town                      | 2:1 | Barrow                                           | Rockingham Road, Northamptonshire                     |                                                       |
|                                           | - M. Ashikodi 27' - J. Dempster 40' |     | - J. Shaw 12' - D. Sheridan 42' - S. Spender 89' | Asistencia: 1.150 espectadores Árbitro(s): Amy Rayner | Asistencia: 1.150 espectadores Árbitro(s): Amy Rayner |

| Fecha 13; 26 de septiembre de 2009, 11:00 | Salisbury City                    | 3:0 | Barrow                            | The Raymond McEnhill Stadium, Wiltshire               |                                                       |
|                                           | - M. Tubbs 11' 74' - C. Flood 38' |     | - R. Hulbert 22' - A. Dugdale 41' | Asistencia: 876 espectadores Árbitro(s): Warren Atkin | Asistencia: 876 espectadores Árbitro(s): Warren Atkin |

| FA Cup; 2 de enero de 2010, 12:00 | Sunderland                                                                     | 3:0 | Barrow                          | Stadium of Light, Sunderland                               |                                                            |
|                                   | - S. Malbranque 16' - L. Cana 40' - G. McCartney 41' - F. Campbell 51' 57' 69' |     | - R. Hulbert 21' - T. Deasy 69' | Asistencia: 25.190 espectadores Árbitro(s): Neil Swarbrick | Asistencia: 25.190 espectadores Árbitro(s): Neil Swarbrick |

| Fecha 31; 23 de enero de 2010, 12:00 | Rushden & Diamonds                                                  | 4:1 | Barrow                             | Nene Park, Irthlingborough                              |                                                         |
|                                      | - J. Louis 13' 46' - C. Farrell 56' - J. Stuart 62' - S. Downer 83' |     | - P. Bolland 58' - G. Blundell 81' | Asistencia: 1.134 espectadores Árbitro(s): Steve Martin | Asistencia: 1.134 espectadores Árbitro(s): Steve Martin |

| Fecha 33; 6 de febrero de 2010, 12:00 | Barrow         | 0:1 | Luton Town                       | Holker Street, Barrow-in-Furness                      |                                                       |
|                                       | - J. Walker 7' |     | - K. Nicholls 37' - L. Hatch 82' | Asistencia: 1.579 espectadores Árbitro(s): Paul Curry | Asistencia: 1.579 espectadores Árbitro(s): Paul Curry |

| Fecha 35; 13 de febrero de 2010, 12:00 | Barrow                              | 0:2 | Kettering Town                                    | Holker Street, Barrow-in-Furness                       |                                                        |
|                                        | - R. Hulbert 44' 66' - C. Logan 89' |     | - M. Kelly 52' - J-P. Marna 76' - J. Jennings 89' | Asistencia: 1.160 espectadores Árbitro(s): Bily Khatib | Asistencia: 1.160 espectadores Árbitro(s): Bily Khatib |

| Fecha 28 - Pospuesto; 16 de febrero de 2010, 16:45 | Gateshead                                                                            | 2:1 | Barrow                             | Gateshead International Stadium, Gateshead            |                                                       |
|                                                    | - P. Winn 6' 21' - P. Turnbull 42' - J. Curtis 68' - D. Clare 74' - G. Armstrong 89' |     | - J. Walker 34' - G. Jelleyman 61' | Asistencia: 503 espectadores Árbitro(s): Paul Davison | Asistencia: 503 espectadores Árbitro(s): Paul Davison |

| Fecha 37; 27 de febrero de 2010, 12:00 | Ebbsfleet United                   | 1:4 | Barrow                                        | Stonebridge Road, Northfleet                             |                                                          |
|                                        | - D. Charles 35' - M. Ashikodi 75' |     | - N. Chadwick 22' 26' 27' 67' - J. Walker 82' | Asistencia: 1.146 espectadores Árbitro(s): Nick Kinseley | Asistencia: 1.146 espectadores Árbitro(s): Nick Kinseley |

| Fecha 38; 6 de marzo de 2010, 12:00 | Barrow             | 0:1 | Cambridge United                                             | Holker Street, Barrow-in-Furness                           |                                                            |
|                                     | - C. Logan 75' 88' |     | - B. Saah 30' - P. Carden 55' - S. Neilson 72' - D. Crow 89' | Asistencia: 1.325 espectadores Árbitro(s): Tony Harrington | Asistencia: 1.325 espectadores Árbitro(s): Tony Harrington |

| Fecha 25 - Pospuesto; 9 de marzo de 2010, 16:45 | Stevenage                               | 4:0 | Barrow                                             | Broadhall Way, Stevenage                                 |                                                          |
|                                                 | - Y. Odubade 27' 58' 83' - S. Laird 44' |     | - S. Wiles 46' - G. Jelleyman 82' - P. Bolland 89' | Asistencia: 1.538 espectadores Árbitro(s): Wayne Barratt | Asistencia: 1.538 espectadores Árbitro(s): Wayne Barratt |

| Fecha 30 - Pospuesto; 16 de marzo de 2010, 16:45 | Barrow                             | 2:1 | Wrexham                                                                               | Holker Street, Barrow-in-Furness                          |                                                           |
|                                                  | - P. Bolland 44' - N. Chadwick 75' |     | - A. Mangan 45' - S. Spann 55' - M. Jones 61' - A. Westwood 66' (e/c) - L. Holden 80' | Asistencia: 1.066 espectadores Árbitro(s): Jeremy Simpson | Asistencia: 1.066 espectadores Árbitro(s): Jeremy Simpson |

| Fecha 32 - Pospuesto; 23 de marzo de 2010, 16:45 | Wimbledon                                      | 0:2 | Barrow                                                                               | Kingsmeadow, Kingston upon Thames                     |                                                       |
|                                                  | - L. Moore 34' - J. Conroy 35' - D. Duncan 67' |     | - C. Logan 22' - P. Bolland 40' - M. Boyd 50' - N. Chadwick 63' 74' - R. Hulbert 69' | Asistencia: 3.019 espectadores Árbitro(s): Ian Cooper | Asistencia: 3.019 espectadores Árbitro(s): Ian Cooper |

| Fecha 41; 27 de marzo de 2010, 12:00 | Barrow                                                      | 3:2 | Eastbourne Borough                                                                                    | Holker Street, Barrow-in-Furness                          |                                                           |
|                                      | - N. Chadwick 24' 76' - J. Walker 40' - A. Bond 67' 81' 81' |     | - N. Jenkins 37' - M. Pullan 44' - J. Taylor 49' 56' - D. Baker 52' - G. Elphick 62' - S. Johnson 72' | Asistencia: 1.302 espectadores Árbitro(s): Robert Davison | Asistencia: 1.302 espectadores Árbitro(s): Robert Davison |

| Fecha 29 - Pospuesto; 29 de marzo de 2010, 15:45 | Barrow | 0:0 | Histon          | Holker Street, Barrow-in-Furness                     |                                                      |
|                                                  |        |     | - D. Wright 88' | Asistencia: 994 espectadores Árbitro(s): R. Metcalfe | Asistencia: 994 espectadores Árbitro(s): R. Metcalfe |

| Fecha 39 - Pospuesto; 31 de marzo de 2010, 15:45 | Stevenage                       | 1:0 | Barrow        | The New Lawn, Nailsworth                              |                                                       |
|                                                  | - R. Styche 29' - L. Morris 83' |     | - A. Bond 89' | Asistencia: 786 espectadores Árbitro(s): Dean Mohareb | Asistencia: 786 espectadores Árbitro(s): Dean Mohareb |

| Fecha 42 - Pospuesto; 3 de abril de 2010, 11:00 | Tamworth                                              | 3:0 | Barrow | The Lamb Ground, Tamworth                            |                                                      |
|                                                 | - A. Mitchell 44' - J. Sheridan 46' - I. Christie 77' |     |        | Asistencia: 817 espectadores Árbitro(s): James Lewis | Asistencia: 817 espectadores Árbitro(s): James Lewis |

| Fecha 36 - Pospuesto; 8 de abril de 2010, 15:45 | Barrow          | 1:0 | Kidderminster Harriers | Holker Street, Barrow-in-Furness                         |                                                          |
|                                                 | - P. Bolland 3' |     |                        | Asistencia: 1.253 espectadores Árbitro(s): Andy Halliday | Asistencia: 1.253 espectadores Árbitro(s): Andy Halliday |

| Fecha 44; 10 de abril de 2010, 11:0 | Hayes & Yeading United | 1:1 | Barrow           | Holker Street, Barrow-in-Furness                         |                                                          |
|                                     | - R. Marwa 63'         |     | - P. Bolland 77' | Asistencia: 312 espectadores Árbitro(s): Steve Creighton | Asistencia: 312 espectadores Árbitro(s): Steve Creighton |

| Fecha 34 - Pospuesto; 13 de abril de 2010, 15:45 | York City                                                                            | 3:0 | Barrow                               | Bootham Crescent, York                                 |                                                        |
|                                                  | - R. Brodie 39' 82' - J. Meredith 61' - M. Ranking 63' - L. Mackin 64' - M. Gash 89' |     | - P. Rutherford 62' - R. Hulbert 63' | Asistencia: 2.154 espectadores Árbitro(s): James Lewis | Asistencia: 2.154 espectadores Árbitro(s): James Lewis |